# Majkop
Majkop (rusky Майко́п; adygejsky Мыекъуапэ) je hlavní město Adygejska, ležící na severním úpatí Kavkazu, na pravém břehu řeky Belaja, přítoku Kubáně. Žije zde 137 965 obyvatel (2024).
Adygejské jméno města původně znamenalo „údolí jabloní“.

## Historie
Nejstarší doložené osídlení spadá do eneolitu. Našla se zde velká mohyla s komorovým hrobem a měděnými nástroji, zlatými a stříbrnými šperky.
Město bylo založeno v roce 1857 jako ruská vojenská pevnost, velký rozkvět zažilo v roce 1911 po objevení ropy. V letech 1918 až 1920 bylo ovládáno bělogvardějci, 1942 až 1943 okupováno německou armádou.

## Průmysl
Průmysl je strojírenský, potravinářský a ropný (v okolí těžba ropy).

### Vývoj počtu obyvatel
| Rok  | Obyvatel |
| ---- | -------- |
| 1897 | 34 327   |
| 1939 | 55 871   |
| 1959 | 82 135   |
| 1970 | 110 212  |
| 1979 | 127 828  |
| 1989 | 148 608  |
| 2002 | 156 931  |
| 2010 | 144 249  |

zdroj: sčítání lidu